# Rifugio Marco e Rosa
Das Rifugio Marco e Rosa, vollständiger Name Rifugio Marco e Rosa De Marchi - Agostino Rocca al Bernina, (deutsch Marco e Rosa-Hütte) ist die höchstgelegene alpine Schutzhütte in der italienischen Region Lombardei im Veltlin und der ganzen Ostalpen. Es liegt auf einer Höhe von 3609 m s.l.m. innerhalb der Gemeinde Lanzada und gehört der Sektion Valtellina des CAI. Die Hütte wird von Ende Juni bis Mitte September und im Frühjahr für Skitourengeher bewirtschaftet und bietet 48 Bergsteigern Schlafplätze. Sie verfügt zudem über ein Winter- und Notlager mit weiteren 38 Schlafplätzen.

## Lage

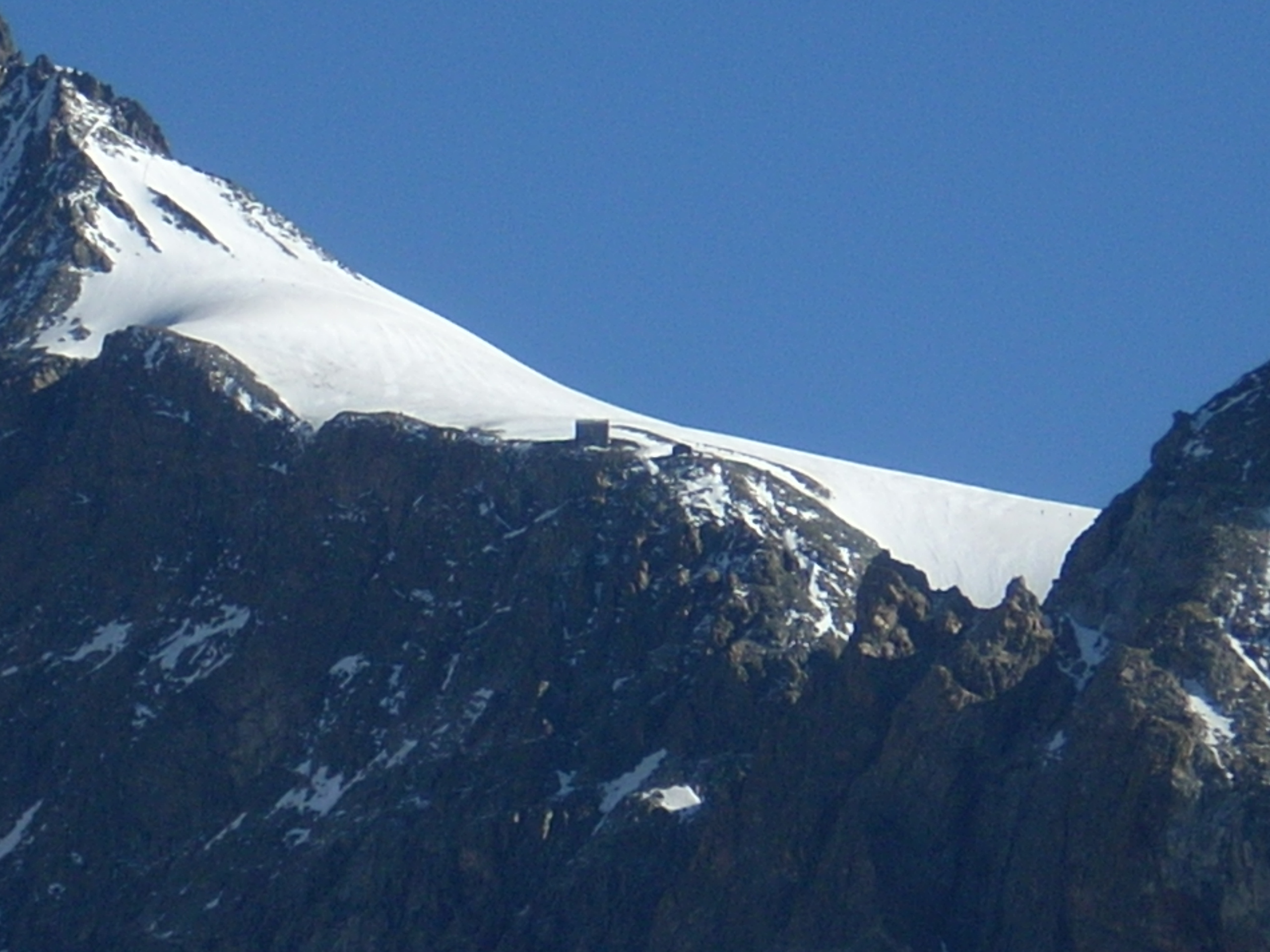
In der Bildmitte das neue und alte Rifugio Marco e Rosa am Spallagrat des Piz Bernina

Die Schutzhütte liegt am südlichen Rand auf der südwestlichen Seite des Spallagrates des Piz Bernina (4048 m ü. M.), der klassischen Gipfelroute auf den Piz Bernina nur wenige hundert Meter von der Grenze zwischen Italien und der Schweiz entfernt.

## Geschichte
Die erste Schutzhütte, die über 12 Schlafplätze verfügte, wurde 1913 dank der finanziellen Hilfe der Eheleute Marco De Marchi und Rosa Curioni errichtet und zu Ehren der beiden Wohltäter nach ihnen benannt. Bei der Ausführung des Projektes waren mehrere italienische und schweizerische Bergführer mitbeteiligt. 1964 errichtete die CAI Sektion Valtellina etwas oberhalb der alten Hütte ein neues und größeres Rifugio. Letzteres wurde zwischen 2002 und 2003 abgerissen und vollständig neu errichtet. Der moderne Neubau wurde von der Region Lombardei und der Familie Rocca finanziell unterstützt. Zu Ehren der Familie Rocca wurde das neue Rifugio zusätzlich nach Agostino Rocca, Gründer und Manager des argentinischen Konzerns Techint, benannt, der 2001 bei einem Flugzeugabsturz tödlich verunglückt war. Die alte 1913 errichtete Hütte dient als Not- und Winterlager.

## Zugänge
- Von Campo Moro (1970 m s.l.m.) ⊙ über das Rifugio Marinelli Bombardieri (2813 m s.l.m.) ⊙ in ca. 7 Stunden
- Von der Bergstation Diavolezza (2973 m ü. M.) ⊙ in ca. 5 Stunden

## Gipfelbesteigungen
- Piz Bernina (4048 m ü. M.) ⊙ über den Spallagrat auf den höchsten Gipfel der Ostalpen
- Piz Roseg (3935 m) ⊙
- Piz Argient (3943 m) ⊙
- Piz Zupò (3995 m) ⊙
- Piz Palü (3899 m) ⊙